# 许州直隶州
许州直隶州：清朝时设置的直隶州。

许州在河南省的位置（1820年）

許州本是隋唐時之州，更早以前本是漢、晉時的穎川郡管轄的許昌縣，隋唐時改制為許州。到了明朝，許州隸屬於河南省開封府管轄(明代開封府領州四，縣三十)，所以為明代的「散州」。而明朝地方行政制度制度，「散州」可以轄縣，所以當時河南省開封府的許州，管轄了臨潁、郾城、襄城、長葛等四個縣。
清朝初年，一開始還是沿襲明制，也就是府屬的散州還可轄縣，所以許州仍為開封府屬州，也仍管轄縣。但不久就規定，全天下的府屬散州都不准轄縣，除非是升格為「直隸州」給省直轄的，才可轄縣，而雍正帝也將許州改制為「許州直隸州」，仍舊管轄領縣四：臨潁、襄城、郾城、長葛四個縣。換言之，當時的許州，整個轄區未變，只是改制成「直隸州」。
清代河南省許州直隸州的州編制等級為：「衝，繁」。到清代中期，又有「道」，逐漸變成介於「省」和「府、州(直隸州)、廳(直隸廳)」之間的新一層地方行政層級，所以許州直隸州又隸屬於開歸陳許鄭道。
許州直隸州是在雍正二年（1724年）改制升格的，到了雍正十二年，朝廷方面又將之又升格為河南省「許州府」，但是乾隆六年（1741年），又降格為同省的許州直隸州，一直到清末，許州仍是維持直隸州編制。
民國時期，全國實施「廢州改縣」，許州也被改為河南省的許縣。演變到今日，是河南省的许昌市，為一地級市。又有張鉞，曾經修纂《許州直隸州志》十六卷。